# 松戸市民劇場
松戸市民劇場（まつどしみんげきじょう）は、千葉県松戸市本町にある音楽ホール・小劇場。優良ホール100選に選ばれている。鉄骨鉄筋コンクリート造、地下1階・地上3階建で、332人まで収容可能。1981年に完成した。

## アクセス
- JR常磐線・京成電鉄 松戸駅（西口）より、徒歩約4分（経路案内）